# Колочеп

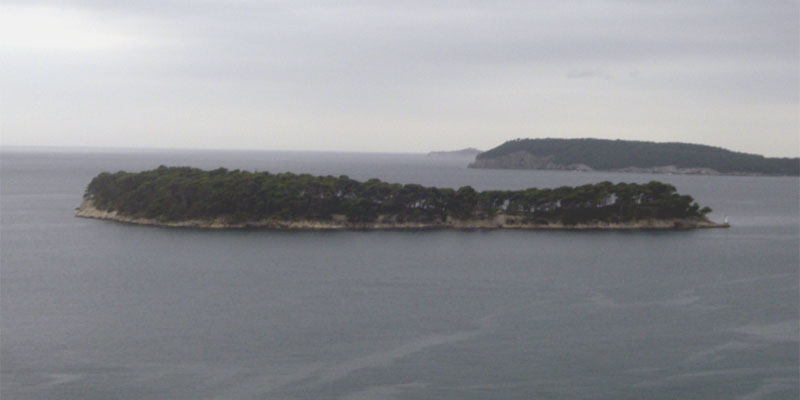
о. Дакса а за ним о. Колочеп (вид з Лозіци, поблизу Дубровника.

Колочеп (хорв. Koločep) — острів в хорватській частині Адріатичного моря, один з Елафітських островів, третій за величиною острів архіпелагу. Належить до Дубровницько-Неретванської жупанії Хорватії. Знаходиться за 5 кілометрів на північний захід від порту «Груж» та за 1 кілометр від найближчої точки на материку. Площа острова — 2,44 км ², довжина берегової лінії — 12,87.
Колочеп є найпівденнішим населеним островом Хорватії.
На острові два села із загальним населенням 150.

## Природа і клімат
Більше 250 днів на рік на Колочепі є сонячними. Клімат острова — середземноморський. Завдяки малій площі і сильно порізаній береговій лінії м'який клімат острова повністю визначається впливом Адріатичного моря. Середньомісячна температура взимку становить більше 10 °C, а влітку не перевищує 27 °C.
Острів оточують чисті води, в яких мешкають лобстери, що є відмінною особливістю острова.
На острові ростуть хвойні і оливкові дерева.

## Історія

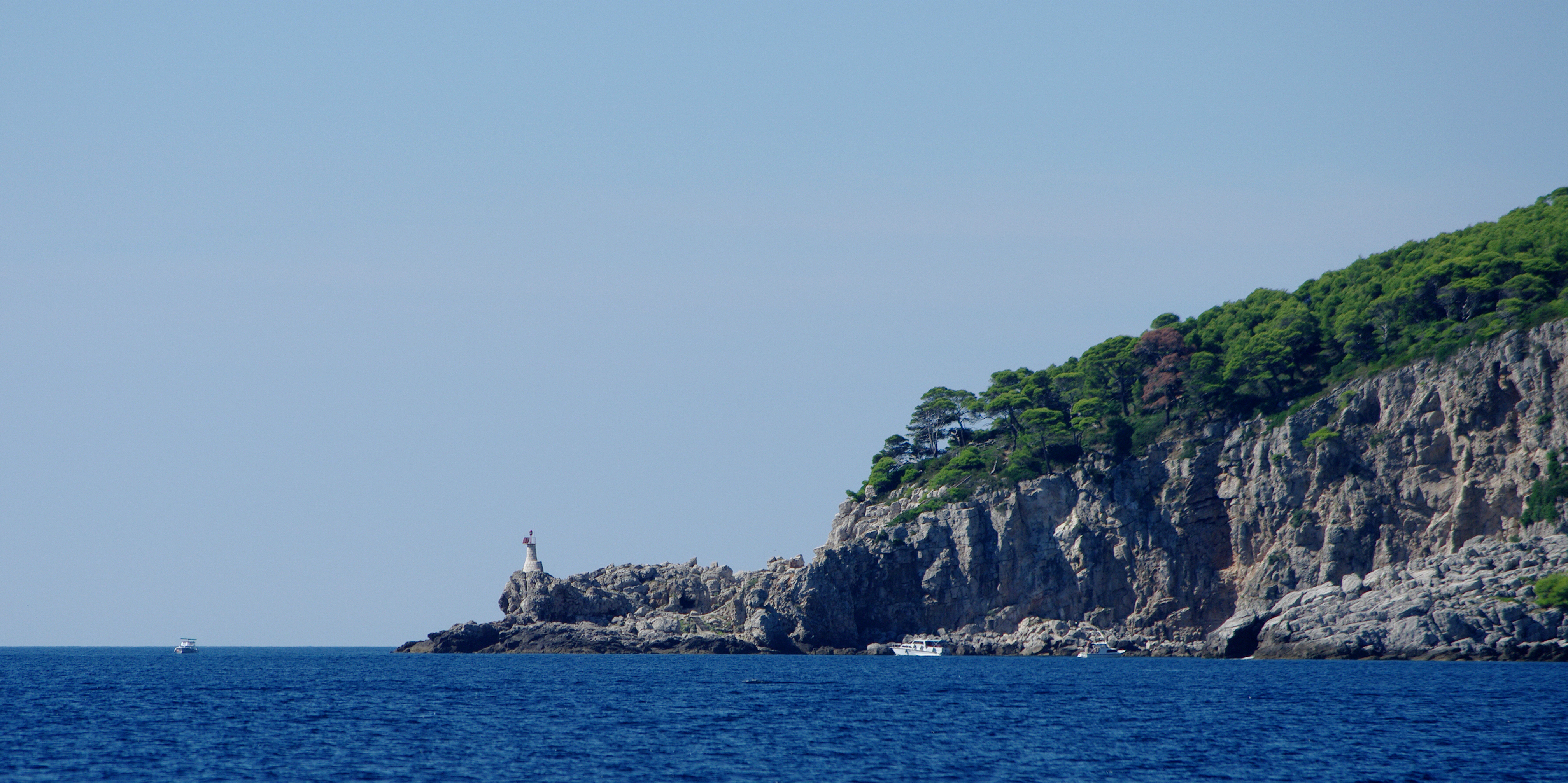
Південний мис острова Колочеп з маяком

У часи Рагузької республіки Колочеп був важливим суднобудівним пунктом. З Колочепа були родом два члени екіпажу караки Santa-Maria Христофора Колумба. На острові виявлені археологічні артефакти, що належать до Стародавньої Греції, Риму, Наполеонівської епохи. На цьому маленькому острові виявлено сім церков, що відносяться до епохи середньовічної Хорватії IX—XI століть.